# Reserva índia Viejas
La reserva índia Viejas és una reserva índia que constitueix la llar de la Grup Viejas (Baron Long) de la banda Capitan Grande Band d'indis de Missió de la reserva Viejas, també anomenats banda Viejas d'indis Kumeyaay, uns tribu reconeguda federalment de kumeyaays del comtat de San Diego a Califòrnia.

## Reservas
En 1875, juntament amb el grup Barona de la banda Capitan Grande d'indis de Missió, controlava la reserva índia Capitan Grande, que consistia en terres muntanyoses estèrils inhabitables. El Capitan Reservoir, comprada per la força a les dues tribus per proporcionar aigua a San Diego, ha submergit terra habitable de la reserva. Les dues tribus controlen conjuntament aquesta reserva. No està desenvolupada, sinó que serveix com a reserva ecològica.
La reserva Viejas (32° 51′ 01″ N, 116° 41′ 33″ O / 32.85028°N,116.69250°O), també coneguda com a reserva Baron Long, és una reserva índia federal situada al comtat de San Diego, Califòrnia, vora Alpine. Després que la banda fos dispersada de Capitan Grande fou creada aquesta nova reserva per ordre executiva de 1934. La reserva té una superfície de 1.609 acres o 6,51 km². Aproximadament 289 dels 394 membres registrats viuen a la reserva.
La reserva és la llar de matolls d'encino i garriga. El nom de "Viejas" ve del nom espanyol per la seva terra, "El Valle de Las Viejas". En 1973, 121 dels 127 membres registrats vivien a la reserva.

## Govern
La seu de la banda Viejas es troba a Alpine (Califòrnia). Es regeixen per un consell tribal elegit democràticament de set membres, que serveixen en termes de dos anys.

## Desenvolupament econòmic
La tribu posseeix i gestiona el Casino Viejas, Grove Steakhouse, Far East Winds, Mezz Deli, Daisy's Cafe, Harvest Buffet, V Lounge, DreamCatcher Lounge, i el 57-store Viejas Outlet Center. També són amos de la primera entitat bancària del natius americans a Califòrnia, Borrego Springs Bank, N.A., amb sucursals a Alpine, Borrego Springs, i La Mesa. Són propietaris de dos parcs de vehicles recreatius. Veijas Entertainment acull concerts en un escenari a l'aire lliure de 1.500 places i també promou el talent dels casinos a tot el país.
La tribu posseeix el 50% de la Broadcast Company of the Americas, que opera una estació de comentaris esportius, The Mighty 1090-AM a San Diego.
Viejas es va associar amb la comunitat Forest County Potawatomi de Wisconsin, la Tribu d'indis Oneida de Wisconsin, i la Banda San Manuel d'indis de Missió de Califòrnia per crear Four Fires, LLC, un grup de desenvolupament econòmic. Un projecte similar, Three Fires, LCC és compartit entre Viejas, la tribu Oneida de Wisconsin i la banda San Manuel d'indis de Missió.
La tribu està pagant a la Universitat Estatal de San Diego 6 milions de dòlars pels drets del nom per la Viejas Arena.